# GPR78
El probable receptor 78 acoplado a proteína G es una proteína que en humanos está codificada por el gen GPR78 .
Los receptores acoplados a proteína G (GPCR, o GPR) contienen 7 dominios transmembrana y transducen señales extracelulares a través de proteínas G heterotriméricas. [Suministrado por OMIM]